# Santa María del Campo Rus
Santa María del Campo Rus è un comune spagnolo di 626 abitanti situato nella comunità autonoma di Castiglia-La Mancia.